# Schoterveenpolder
De Schoterveenpolder is een polder in de gemeente Haarlem in de Nederlandse provincie Noord-Holland.  De polder strekte zich uit van ongeveer ter hoogte van de Jan Gijzenvaart tot de Stadsbuitensingel van Haarlem. In het westen werd de polder begrensd door de Delft. 
De polder lag op het westelijk grondgebied van de voormalige gemeente Schoten. In de 20e eeuw raakte de polder bebouwd met eerst de uitbreidingswijken van Schoten en sinds 1927 die van Haarlem. Het overgebleven restant van de polder, dat iets ten noorden van de Kleverlaan ligt, vormt een buurt binnen de gemeente en ligt in het stadsdeel Haarlem-Noord in de wijk Ter Kleefkwartier. Op het voormalig grondgebied van de polder zijn de buurten Kleverpark, Bomenbuurt, Sinnevelt, Planetenbuurt en Noorderhout verrezen. In de buurt Schoterveenpolder had in 2017 1.770 inwoners.

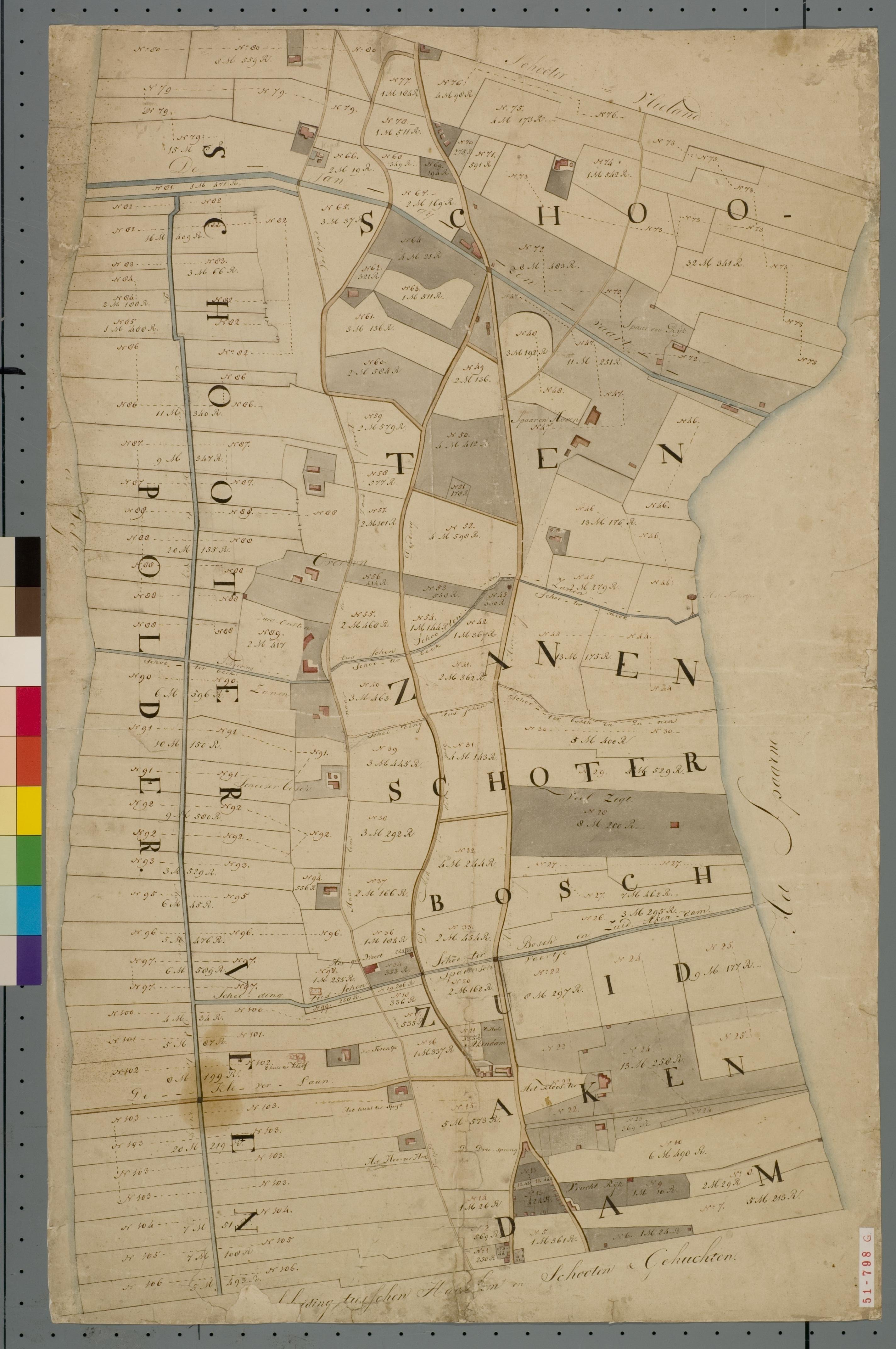
Kaart van het zuidelijke gedeelte van de voormalige gemeente Schoten & Gehuchten : Schoten, Zanen, Schoterbosch, Zuid-Akendam en de Schoterveenpolder

In de polder staat de Schoterveense Molen dat een rijksmonument betreft. De molen stond op de kruising van de Weteringssloot en de Spaansevaart. De wetering liep vanaf de Jan Gijzenvaart tot aan de Spaansevaart, die aanvankelijk de Heussenvaart heette. De Spaansevaart liep vanaf de Delft tot aan het Spaarne. De Schoterveense Molen, die omstreeks 1635 werd gebouwd bemaalde de polder. In 1922 is de molen buitenwerking gesteld toen zijn functie werd vervangen door gemalen.